# Coise-Saint-Jean-Pied-Gauthier
Coise-Saint-Jean-Pied-Gauthier település Franciaországban, Savoie megyében. Lakosainak száma 1306 fő (2022. január 1.). Coise-Saint-Jean-Pied-Gauthier Châteauneuf, Cruet, Hauteville, Planaise, Sainte-Hélène-du-Lac, Saint-Jean-de-la-Porte, Saint-Pierre-de-Soucy és Villard-d’Héry községekkel határos.

## Népesség
A település népességének változása:
| Lakosok száma | 1191 | 1219 | 1257 | 1243 | 1259 | 1269 | 1281 | 1294 | 1306 |
|               | 2013 | 2015 | 2016 | 2017 | 2018 | 2019 | 2020 | 2021 | 2022 |